# Doljești

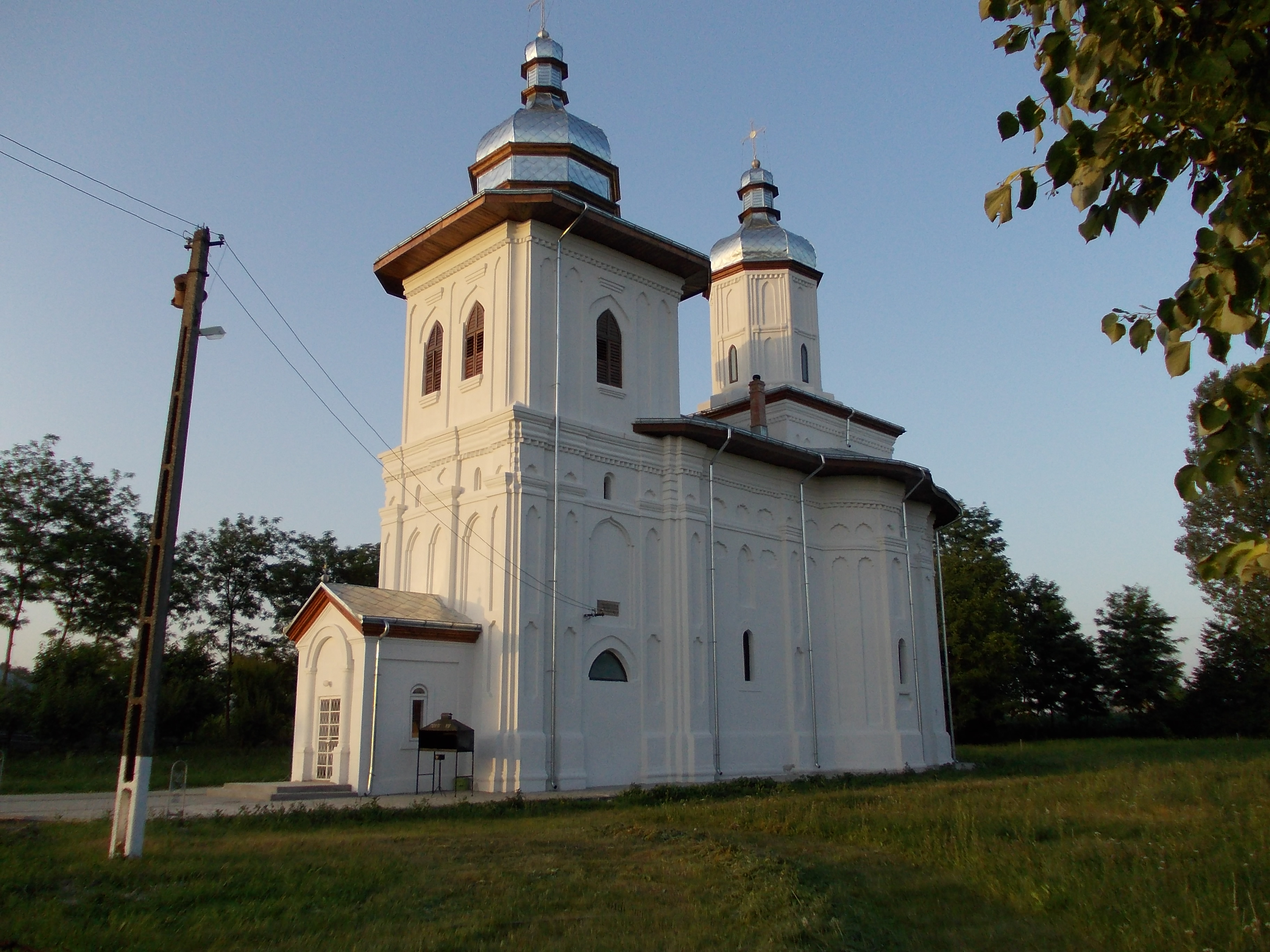

Doljești è un comune della Romania di 7,477 abitanti, ubicato nel distretto di Neamț, nella regione storica della Moldavia. 
Il comune è formato dall'unione di 4 villaggi: Buhonca, Buruienești, Doljești, Rotunda.